# Goldene Kamera 1983
Die Verleihung der Goldenen Kamera 1983 fand am 3. Februar 1984 im Verlagshaus der Axel Springer GmbH in Berlin statt. Es war die 19. Verleihung dieser Auszeichnung. Das Publikum wurde durch den Verleger Axel Springer begrüßt. Die Verleihung der Preise sowie die Moderation übernahm Werner Veigel. An der Veranstaltung nahmen etwa 500 Gäste teil. Die Verleihung wurde von der ARD live im Fernsehen übertragen. Die Leser wählten in der Kategorie Bester männlicher/weiblicher Fernsehliebling ihre Favoriten.

## Preisträger

### Schauspieler
- Gert Fröbe – Der Raub der Sabinerinnen, Der Garten und August der Starke (Gleichzeitig Auszeichnung für das Lebenswerk)
- Gerhard Polt – Fast wia im richtigen Leben
- Werner Hinz – Zausel

### Bester Autor
- Curth Flatow – Ich heirate eine Familie (Gleichzeitig Auszeichnung für das Lebenswerk)

### Bestes Bühnenbild
- Gonsela-Beatrix Dahlke – Alles oder nichts

### Bester Fernsehliebling (männlich)
- Peter Alexander – Peter-Alexander-Show (1. Platz der Hörzu-Leserwahl)
- Frank Elstner – Wetten, dass..? (2. Platz der Hörzu-Leserwahl)
- Thomas Gottschalk – Na sowas! (3. Platz der Hörzu-Leserwahl)

### Bester Fernsehliebling (weiblich)
- Carolin Reiber – Lustige Musikanten (1. Platz der Hörzu-Leserwahl)
- Thekla Carola Wied – Ich heirate eine Familie (2. Platz der Hörzu-Leserwahl)
- Uschi Glas – Polizeiinspektion 1 (3. Platz der Hörzu-Leserwahl)

### Beste Moderation
- Sigi Harreis – Die Montagsmaler

### Bester Moderator
- Dieter Zilligen – Bücherjournal

### Bester Produzent
- Gyula Trebitsch – Die Geschwister Oppermann (Gleichzeitig Auszeichnung für das Lebenswerk)

### Beste Sängerin
- Gitte Hænning

### EhrenpreisGoldener Satellit
- Peter Gerlach
- Frank Müller-Römer
- Philip Mountbatten, Duke of Edinburgh (Präsident des WWF)

## Sonstiges
- Den Preis für Gerhard Polt nahm stellvertretend Dr. Hans Helmut Böck entgegen.
- Zum ersten Mal wurde der Goldene Satellit für Leistungen in der Technik, Medienpolitik und Programmgestaltung vergeben.

## Weblink
- Goldene Kamera 1984 – 19. Verleihung